# Agence des services financiers (Japon)
L'Agence des services financiers (金融庁, Kin'yū-chō, FSA) est une agence gouvernementale japonaise et un régulateur financier intégré chargé de superviser les secteurs bancaire et boursier et les assurances afin d'assurer la stabilité du système financier de Japon. L'agence fonctionne avec un commissaire et rend compte au ministre d'État chargé des services financiers. Elle supervise la commission de surveillance des marchés boursiers (en)  et le Conseil des Experts-comptables agréés et surveillance des audits. Son bureau principal est situé à Tokyo. 

## Histoire
La FSA a été créée le 1er juillet 2000 par la fusion de l'Agence de surveillance financière avec le Bureau de planification du système financier, un bureau du ministère des Finances. L'Agence de surveillance financière a été créée en 1998, dans un contexte d'instabilité grave du système financier japonais, pour mener des inspections ciblées des institutions financières japonaises en coordination avec la Banque du Japon. La FSA était sous la supervision de la Commission de reconstruction financière (FRC) jusqu'en janvier 2001, date à laquelle la FRC a été abolie et la FSA est devenue directement subordonnée au Cabinet du Japon par l'intermédiaire d'un ministre d'État.